# Sidral Mundet

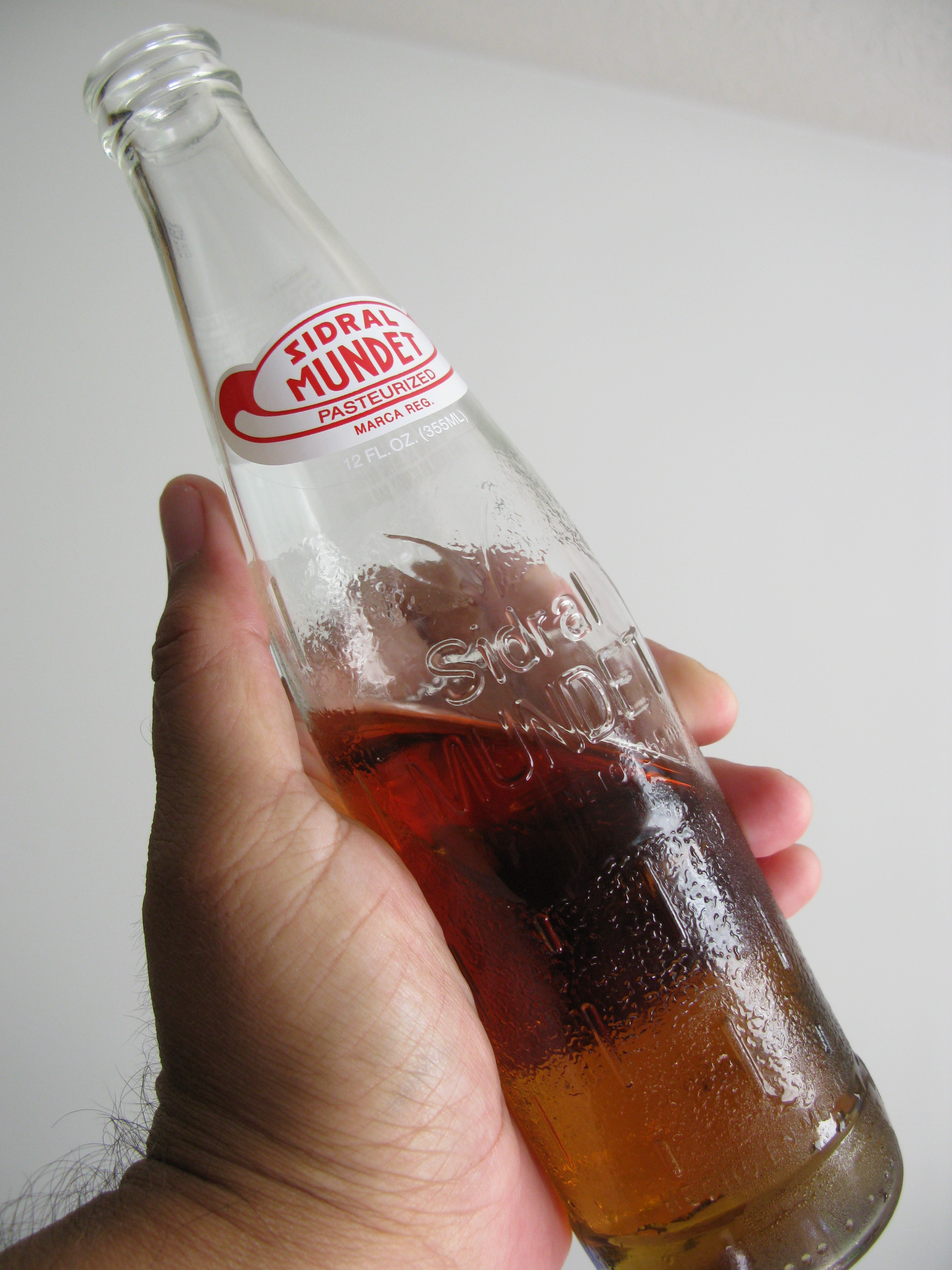
Bottiglia di Sidral Mundet

Sidral Mundet è una bevanda messicana al sapore di mela prodotta da FEMSA S.A de C.V e distribuita negli Stati Uniti da Novamex company che distribuisce anche i marchi Jarritos e Sangria Señorial.